# 鱗側樸麗魚
鱗側樸麗魚為輻鰭魚綱鱸形目隆頭魚亞目慈鯛科的其中一種，分布於非洲維多利亞湖流域，體長可達19.8公分，棲息在中底層水域，生活習性不明。

## 擴展閱讀
維基物種上的相關：鱗側樸麗魚